# El Cid

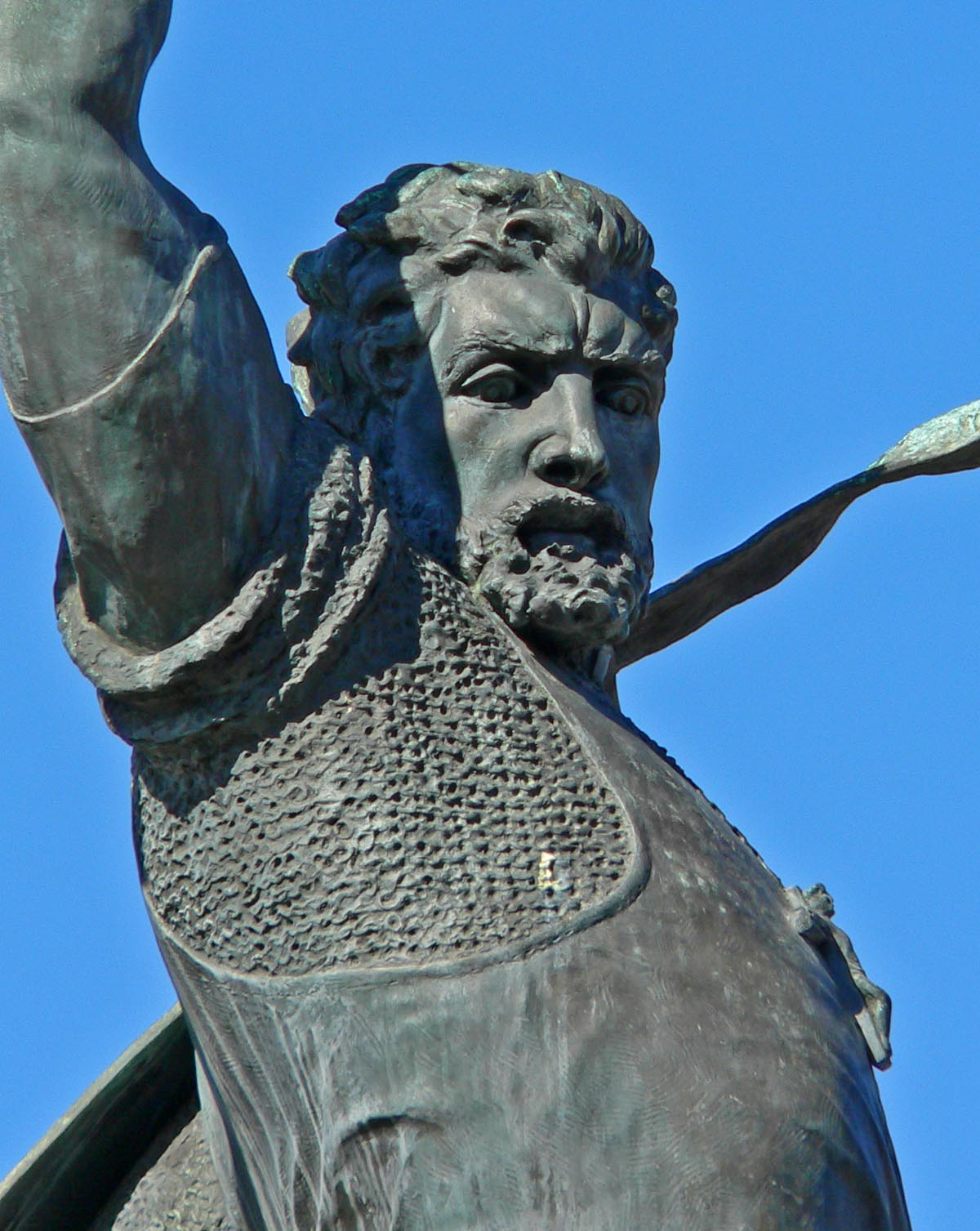
Detail der Reiterstatue des kastilischen Ritters El Cid im Balboa Park (San Diego) von Anna Hyatt Huntington

El Cid ([t͡s̻id], im Neuspanischen [θið]), eigentlich Rodrigo Díaz de Vivar, (* um 1045 bis 1050 möglicherweise in Vivar/Bivar; † 10. Juli 1099 in Valencia) war ein kastilischer Ritter und Söldnerführer aus der Zeit der Reconquista, der in der Neuzeit zum spanischen Nationalhelden avancierte. Sein Beiname El Cid ist aus dem arabischen al-sayyid / السَيِّد / ‚der Herr‘ bzw. volkssprachlich sīdī / سيدي / ‚mein Herr‘ abgeleitet.

## Leben

### Herkunft und Name

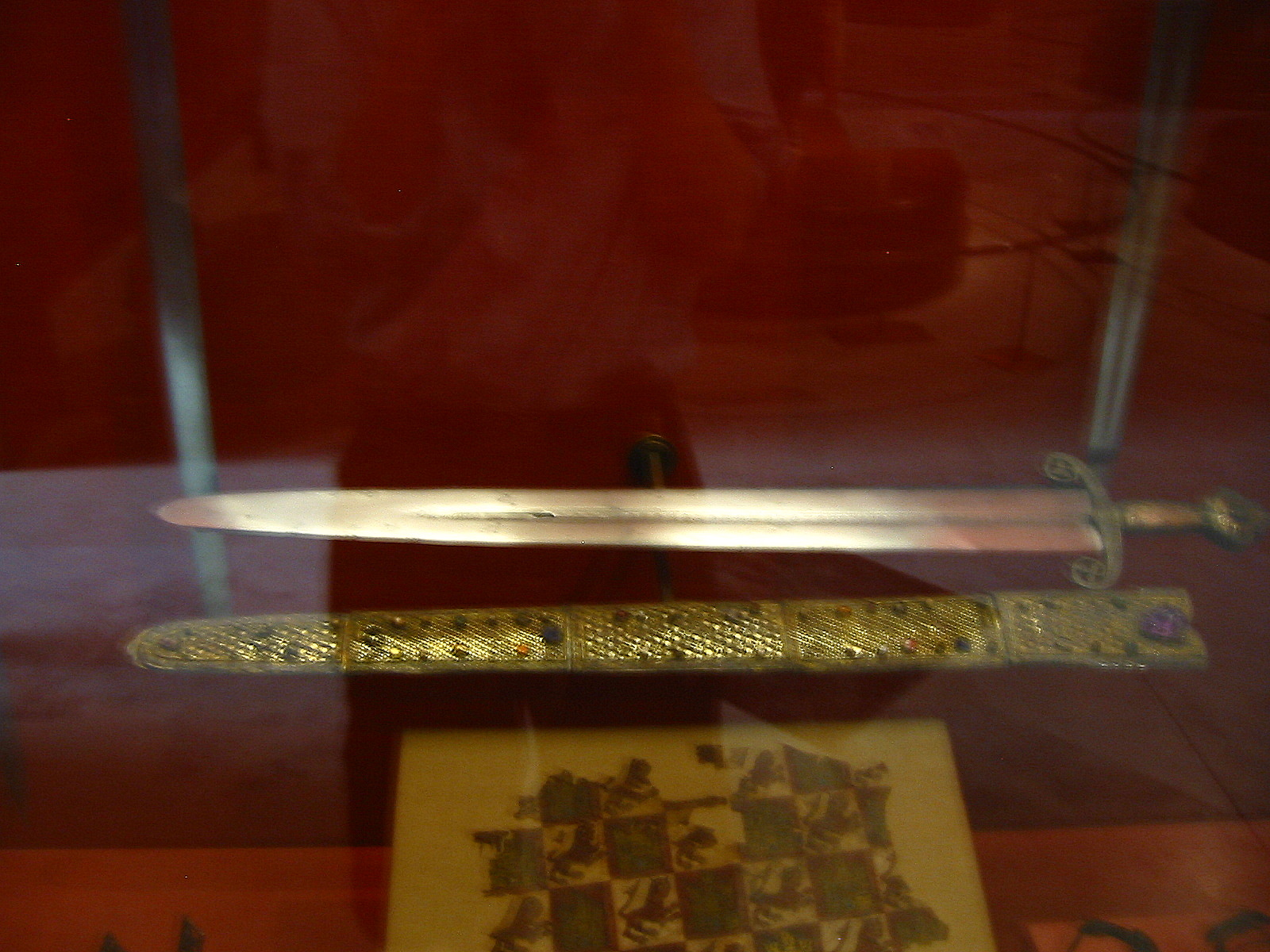
Das mutmaßliche Schwert „Colada“ des Rodrigo Díaz de Vivar, genannt „El Cid“

Rodrigo (Kurzform Ruy) wurde als Sohn des dem mittleren kastilischen Adel (Infanzón) entstammenden Diego Laínez und der Teresa Rodríguez geboren. Weder Jahr noch Ort der Geburt sind belegt. Die Vermutungen der Historiker zum Geburtsjahr schwanken zwischen 1041 und 1057, als am wahrscheinlichsten gilt der Zeitraum zwischen 1045 und 1050. Der Name Rodrigo Díaz bedeutet „Rodrigo, Sohn des Diego“, was der damaligen Konvention im Königreich Kastilien entsprach, als Nachnamen das vom Vornamen des Vaters abgeleitete Patronym zu verwenden. Der Zusatz „de Vivar“ und damit die Verknüpfung zu dem traditionell als Geburtsort genannten Dorf Vivar del Cid in der Nähe von Burgos taucht erstmals um 1200 im Cantar de Mio Cid auf. In zeitgenössischen Urkunden ist Vivar als Geburtsort nicht belegt.
Den Beinamen Campeador (bzw. lat. Campidoctor) führte Rodrigo – urkundlich belegt – schon zu Lebzeiten. Dabei handelt es sich um einen von campio (lat. Kämpe, Duellkämpfer) hergeleiteten Titel, der auf das siegreiche Bestehen von Zweikämpfen als Kampfesstellvertreter eines Kriegsherrn oder einer Streitpartei verweist. Im Deutschen wird dieser Beiname meist mit „der Kämpfer“ übersetzt, man könnte auch „Recke“ oder ganz wörtlich „der Champion“ sagen. Die Bezeichnung Rodrigos als mein Cid („Meo Çidi“) taucht hingegen erst 50 Jahre nach seinem Tod in einem Gedicht auf. Sie leitet sich aus dem Arabischen ab und bedeutet so viel wie „mein Herr“. Es handelt sich um eine auch sonst belegte Anrede militärischer Führer oder Herren, die durchaus schon zu der Zeit gebraucht worden sein könnte, in der Rodrigo Díaz als Söldnerführer in der spanischen Levante operierte oder Valencia beherrschte; zeitgenössische Belege dafür gibt es aber nicht.

### Aufstieg
Rodrigos Vater hatte sich als Soldat im Krieg gegen Navarra Verdienste erworben, und dessen Vater Laín Núñez taucht als Zeuge in Urkunden König Ferdinand des Großen von Kastilien und León auf. Der Legende nach geht seine väterliche Linie bis auf Laín Calvo zurück, einen der sagenhaften „Richter“ Kastiliens. Auch sein Großvater mütterlicherseits, Rodrigo Álvarez, war Anhänger Ferdinands und verwaltete im Auftrag des Königs mehrere Burgen im Grenzgebiet. Nach dem Tod seines Vaters (um das Jahr 1058) kam Rodrigo als Halbwaise an den Hof König Ferdinands und wurde dort zusammen mit dessen Sohn Sancho erzogen.
Nach dem Tod des Königs 1065 und der Aufteilung des Reiches unter seinen drei Söhnen blieb er im Gefolge Sanchos, der als Sancho II. König von Kastilien wurde und die Herrschaft über die anderen beiden Teilreiche Galicien und León anstrebte. Rodrigo bekleidete das Amt eines königlichen Bannerträgers (Alférez Real oder Armiger Regis) und errang in dieser Funktion erste militärische Erfolge als Truppenführer. Bereits in seiner Zeit am kastilischen Hof erhielt er den Beinamen el Campeador.
Während der Belagerung von Zamora wurde Sancho 1072 ermordet. Als sein Bruder und Kontrahent Alfons VI. die Königreiche León und Kastilien wieder vereinigte, soll ihm Rodrigo Díaz als Alférez der Legende nach einen von den kastilischen Ständen (Cortes) angeblich verlangten Reinigungseid abgenommen haben, mit dem Alfons beteuerte, nichts mit dem Tod seines Bruders zu tun zu haben. Die Historizität dieser Eidesleistung wird jedoch heute von der Mehrzahl der Autoren stark angezweifelt oder bestritten. Jedenfalls blieb Rodrigo wie viele andere Gefolgsleute Sanchos im Dienste des neuen Königs, musste das Amt des Bannerträgers jedoch abgeben. Es wurde kurze Zeit darauf von einem zum Grafen von Nájera avancierten kastilischen Ritter namens García Ordóñez bekleidet, der in der Legende eine Rolle als höfischer Widersacher Rodrigos spielt (was vermutlich der Wirklichkeit entspricht). Um 1075 heiratete Rodrigo Díaz die in frühen Quellen als „Verwandte des Königs“ bezeichnete Jimena Díaz, deren tatsächliche Herkunft jedoch ungeklärt ist. Nach traditioneller Auffassung gilt sie als Tochter eines (nicht belegten) Grafen Diego von Oviedo, und es gibt auch Anhaltspunkte dafür, dass sie tatsächlich einer adligen asturischen Familie entstammte. Für den Ritter war mit dieser offenbar vom König arrangierten Heirat jedenfalls ein gesellschaftlicher Aufstieg verbunden, was sich besonders an dem urkundlich belegten großen Landbesitz des Paares zeigt. Auch trat Rodrigo bei mehreren Gelegenheiten als Mitglied von königlichen Schiedsgerichten in Erscheinung, die Streitigkeiten unter Adligen schlichteten.

### Verbannung und Eroberungen
Nach eigenmächtigen Eroberungszügen und einer von König Alfons nicht gewünschten Einmischung in einen regionalen Konflikt, der 1079 zwischen den maurischen Kleinkönigreichen Sevilla und Granada im Süden der Halbinsel entstanden war und in dessen Verlauf es Rodrigo Díaz in der Schlacht von Cabra gelang, seinen auf der anderen Seite kämpfenden Konkurrenten García Ordóñez in demütigender Weise gefangen zu nehmen, fiel Rodrigo beim König in Ungnade und wurde aus seiner Heimat Kastilien verbannt. Asyl fand er kurze Zeit später am Hof des maurischen Fürsten al-Mu'tamin von Saragossa. Formal in dessen Diensten stehend, schuf er eine stehende Söldnertruppe, mit der er in benachbarten Territorien unter anderem auch gegen christliche Gegner operierte, wobei sich seine Kämpfer hauptsächlich aus der erzielten Beute selbst finanzierten. Neben seinen Fähigkeiten als militärischer Führer trug auch diese neuartige Organisationsform mit zu den Erfolgen der „Bande“ bei, deren Führer man sich in dieser Phase als eine Art „Raubritter“ oder „Warlord“ vorstellen darf. Mit seiner stetig wachsenden Schar baute sich der Cid nach und nach eine eigene Machtposition in der spanischen Levante auf.

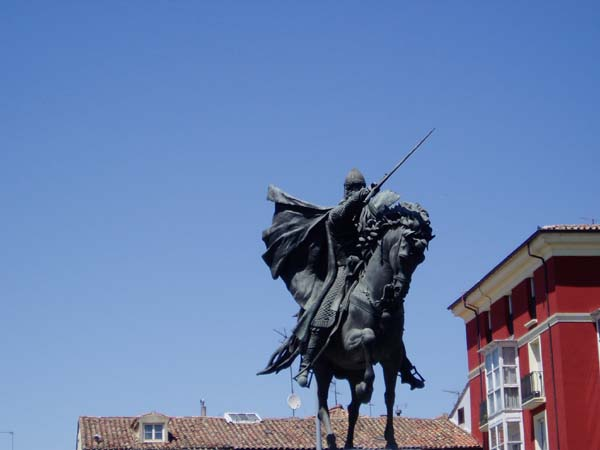
Statue des Cid in Burgos

Nach der schweren Niederlage der Kastilier gegen das von den maurischen Fürsten ins Land gerufene Heer der berberischen Almoraviden unter Yusuf ibn Taschfin in der Schlacht bei Zallaqa kam es ab 1086 zur zeitweiligen Annäherung zwischen dem Cid und Alfons VI. Etwa ab dieser Zeit übernahm Rodrigo nach und nach die Schutzherrschaft über das formal mit Kastilien verbündete maurische Fürstentum Valencia, das er vor der Eroberung durch die Katalanen unter Graf Berengar Raimund II. bewahrte und ab 1089/90 zum Bollwerk gegen die erneut vordringenden maurisch-almoravidischen Kräfte auszubauen suchte. Nachdem der aus der toledanischen Taifendynastie der Dhun-Nuniden stammende Fürst Yahya II. al-Qadir 1092 im Verlauf einer Stadtrevolte ermordet und die Stadt vorübergehend von almoravidischen Truppen besetzt worden war, nahm der Cid sie am 15. Juni 1094 ein und schlug das Entsatzheer der Almoraviden kurze Zeit später in der Schlacht von Cuarte. Gestützt auf die anti-almoravidische Partei unter den maurischen Stadtbewohnern und die kleinere Gruppe der Mozaraber, übernahm er daraufhin die Macht in Valencia und beherrschte das Königreich bis zu seinem Tod am 10. Juli 1099 als oberster Richter und Herr (Señor). Dabei gelang ihm zunächst noch die erfolgreiche Verteidigung gegen die vorrückenden Almoraviden, die er unter anderem im Januar 1097 unter Mithilfe von König Peter I. von Aragonien in der Schlacht bei Bairén nochmals empfindlich schlug. Schon wenige Jahre nach Rodrigos Tod wurde die Stadt aber endgültig für das almoravidische Reich erobert.

### Herrschaft in Valencia
Rodrigos Herrschaft in Valencia wird in den Quellen übereinstimmend als ein strenges Regiment beschrieben. Berichtet wird von Spitzelwirtschaft, Folterungen und grausamen Bestrafungen ihm feindlich gesinnter Bürger. Maurisch-arabische Chronisten und Dichter beklagten den Verlust Valencias einhellig als schreckliche Katastrophe für die Bewohner (wobei ihre Schilderungen sicher auch propagandistische Überzeichnungen enthalten). Natürlich erlebte die Mehrzahl der (mehrheitlich muslimischen) Einwohner diese Zeit als Okkupation. Allen war das Tragen von Waffen verboten; Gegner des Regimes wurden der Stadt verwiesen und mussten sich außerhalb der Mauern in der Vorstadt Alcúdia ansiedeln, während wohlhabende Parteigänger des Cid ihre Besitzungen und innerstädtischen Häuser behalten durften. Dabei muss man sich die prekäre Lage des neuen Herrn dieser Stadt vor Augen halten, deren Umland ständig von feindlichen Kräften besetzt oder bedroht war und die sich daher praktisch dauernd in einer Art „Belagerungszustand“ befand. Offenbar bemühte sich der Cid in dieser Situation zumindest zeitweilig auch darum, religiöse Gegensätze zu überbrücken, um die Bevölkerung für sich zu gewinnen. Als Beauftragte für die Stadtregierung bediente er sich der Mitglieder der jüdischen Gemeinde. Gleichzeitig versuchte er dem Anschein nach, christliche Siedler ins Land zu ziehen, da er in umliegenden Orten, in denen es bis dahin keine mozarabischen Christen gegeben hatte, Kirchen stiftete.
Die Umwandlung der Hauptmoschee von Valencia in eine christliche Kathedrale folgte dem Beispiel, das König Alfons wenige Jahre zuvor nach der Eroberung von Toledo (1085) gegeben hatte: Dort war nach einer anfänglich „toleranten“ Politik, die die Rechte der muslimischen Bevölkerungsgruppen bewusst respektiert hatte, 1087 mit der Einsetzung des französischen Erzbischofs Bernard aus dem Cluniazenserorden, der als religiöser „Hardliner“ galt, eine radikale Kehrtwende vollzogen worden. Unter Missachtung früherer Versprechungen des Königs verfolgte der neue Erzbischof in Toledo eine kämpferische und kompromisslose Linie gegenüber den nichtchristlichen Bewohnern, was auch die Umwandlung wichtiger Moscheen in Kirchen einschloss. Auch in Valencia, dessen letzter bekannter mozarabischer (also einheimischer) Bischof 1087 gestorben war, erlangte mit dem Cluniazensermönch Jérôme de Périgord um 1098 ein Franzose und Vertrauter Bernards die Bischofswürde, der reichs- und kirchenpolitisch die Sache Toledos und der cluniazensischen Reformbewegung vertrat, was auch im Interesse des finanziell von Cluny abhängigen Königs lag. All dies muss im Kontext der damaligen kirchenpolitischen Umwälzungen gesehen werden (neben der Kreuzzugsbewegung etwa auch die erfolgreichen Bestrebungen Papst Urban II., selbst Franzose und Cluniazenser, in Spanien die Ersetzung des mozarabischen Ritus durch den römischen durchzusetzen). Inwieweit der Cid hier eingebunden war und ob diese Veränderungen seinen Interessen dienten oder sich gegen seinen Willen vollzogen, lässt sich schwer sagen und ist umstritten.
Offenbar in der Absicht, Bündnisse zu festigen, verheiratete der Cid in dieser Zeit seine Töchter mit einflussreichen Adligen aus benachbarten Reichen: Eine Tochter, Cristina, heiratete Ramiro Sánchez de Navarra († 1116), der als Herr von Monzón (bei Huesca) eine bedeutende Machtposition im Königreich Aragonien innehatte (Cristinas und Ramiros gemeinsamer Sohn García wurde 1134 zum König von Navarra gewählt). Eine andere Tochter des Cid, María († vor 1105), heiratete 1098 den Grafen Raimund Berengar III. von Barcelona (1082–1131). Später wurden diese Ereignisse im bekannten Heldenepos El Cantar de Mio Cid zu einer sagenhaften Geschichte ausgedichtet, wonach die in der Legende „Elvira“ und „Sol“ genannten Töchter des Cid angeblich in erster Ehe mit den als Feiglingen charakterisierten Grafen von Carrión, den Brüdern Diego und Fernando Gómez, verheiratet waren, von denen sie misshandelt und verstoßen wurden und an denen der Vater blutige, aber gerechte Rache übte. Diese Sage, die einer historischen Grundlage entbehrt, ist mit dem Namen der Stadt Carrión de los Condes verbunden.

### Tod und Wirkung

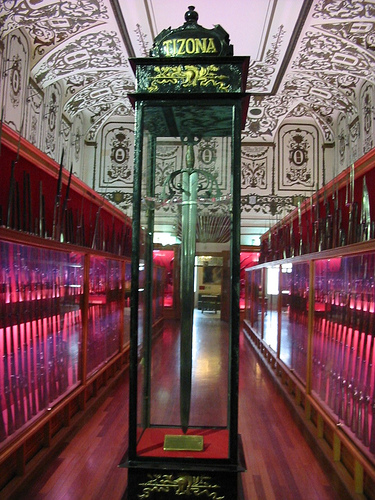
Das legendäre Schwert „Tizona“ des Campeador El Cid

Auch über den Tod des Cid besteht eine Legende: In einem Hinterhalt tödlich verwundet, nahm er seinen Gefolgsleuten auf dem Sterbebett das Versprechen ab, den Feind erneut anzugreifen. Seinem Wunsch entsprechend band man den sorgfältig geschminkten Leichnam vor der Schlacht in voller Rüstung aufs Pferd. Sein treuer Hengst Babieca  (der Legende nach ein Prototyp des weißen Andalusiers) trug den Toten mit dem Schwert in der Hand ins Getümmel voran. Auf diese Weise motiviert, errangen seine Leute einen glänzenden Sieg über die von der Erscheinung des Totgeglaubten erschreckten Berber.
Über die tatsächlichen Todesumstände ist wenig bekannt – wahrscheinlich starb El Cid im Bett, möglicherweise infolge einer Pfeilverwundung.
Als Valencia 1102 kurz vor der Einnahme durch die Almoraviden stand, konnte der zu Hilfe gerufene Alfons VI. nur noch die Witwe und den Leichnam des Cid zusammen mit seinen Truppen aus der Stadt evakuieren, die er dem Feuer preisgeben musste. Das Ziel, den Vormarsch der berberischen Eroberer im Osten der Pyrenäenhalbinsel aufzuhalten, war damit gescheitert. Ein entscheidender Grund war wohl die Tatsache, dass der Cid keine männlichen Nachkommen mehr hatte, nachdem sein einziger Sohn Diego Rodríguez (über den sonst praktisch nichts bekannt ist) 1097 in der Schlacht von Consuegra bei Toledo den Tod gefunden hatte.
Der Cid wurde in seiner kastilischen Heimat im Kloster San Pedro de Cardeña bei Burgos bestattet; heute befindet sich das Grabmal in der gotischen Kathedrale von Burgos. Das der Überlieferung zufolge von ihm benutzte Schwert Tizona, das lange Jahre im Armeemuseum in Madrid ausgestellt war, wurde im Mai 2007 von der Stadt Burgos erworben. Es kann heute zusammen mit anderen Relikten mit Bezug zu dem Nationalhelden ebenfalls in der Stadt in einem Museum besichtigt werden.

## Ehe und Nachkommen
Rodrigo Díaz heiratete zwischen 1074 und 1076 Jimena Díaz (* um 1045, † um 1116), die in der Historia Roderici als jüngere Verwandte (neptis) des Königs Alfons VI. von Kastilien bezeichnet wird. Nach Margarita Torres Sevilla stammte sie aus dem Haus der Grafen von Céa und war eine Tochter von Diego Fernández Graf in Asturien († vor 24. Juli 1046) und dessen Gemahlin Cristina Fernández. Aus der Ehe gingen hervor:
- Cristina Rodríguez (* um 1075), ⚭ um 1099 Ramiro Sánchez Infant von Navarra, Herr von Monzón (* 1064/1075, † 1115/1116) und illegitimer Sohn des Infanten Sancho Garcés Herrn von Uncastillo und Sangüesa, der seinerseits ein illegitimer Sohn des García III. Sánchez König von Navarra (1035–1054) war.[7] Aus dieser Ehe gingen hervor:
  - García Ramírez „el Restaurador“ König von Navarra (* um 1112, † 1150)
  - Alfonso Ramírez Infant von Navarra († 1164), Herr von Castroviejo
  - Elvira Ramírez Infantin von Navarra († nach 1163 in Jerusalem), ⚭ (1) nach 1115 Ladrón Velas Herr von Álava; ⚭ (2) vor 1137 Rodrigo Gómez de Manzanedo
  - Sancho Ramírez „de la Piscina“, Herr von Peñacerrada, Arellano und Puelles
- Diego Rodríguez (* um 1076, † 1097), fiel in der Schlacht von Consuegra
- María Rodríguez (* um 1077, † vor 1105) ⚭ um 1099 als erste Frau von Raimund Berengar III. Graf von Barcelona (* 1082, † 1131). Tochter:
  - Jimena von Barcelona (* 1105/06); ⚭ (1) 1. Oktober 1107 Bernardo III. Conde de Besalú († 1111); ⚭ (2) um 1117 Roger III. Comte de Foix (* vor 1108, † 1147/48).

## Mythos und Rezeption

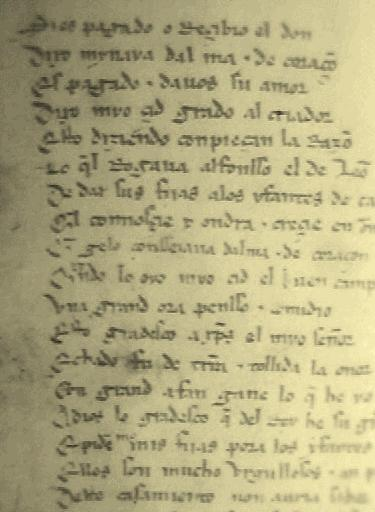
Seite aus El Cantar de Mio Cid aus der spanischen Nationalbibliothek

Schon früh wurde El Cid als Hauptperson der Legende, die seinen Namen trägt, zu einer literarischen Figur. Die vermutlich bereits zu Beginn des 12. Jahrhunderts entstandene Historia Roderici erzählt in recht nüchterner Sprache auf Latein von den Taten des Cid. Von dem berühmten altspanischen Epos El Cantar de Mio Cid existiert eine einzige, neuerdings recht genau auf das Jahr 1235 datierte Handschrift, die in der Nationalbibliothek in Madrid verwahrt wird. Dabei handelt es sich der heute herrschenden und von spanischen Forschern im Jahr 2006 bestätigten Meinung zufolge um eine Abschrift des von einem gewissen Pere Abat im Jahre 1207 aufgeschriebenen Originals des Epos. Manche Forscher vermuteten die mündlich oder schriftlich tradierten Ursprünge dieser Dichtung bereits in der ersten Hälfte des 12. Jahrhunderts; allerdings ist diese Meinung sehr umstritten und wird heute nur noch selten vertreten. In dem Werk wird der Cid als die Idealfigur spanischen Rittertums verherrlicht und (unhistorisch) als Verfechter oder Vorreiter der Kreuzzugsidee dargestellt. Deshalb wird großzügig darüber hinweggesehen, dass der Cid lange Zeit im Dienste maurischer Fürsten stand, denn er soll als Verteidiger der Christenheit und als Sieger über die Mauren erscheinen. Das Heldenepos (Chanson de geste) ist eines der großen Werke der spanischen mittelalterlichen Literatur und macht mengenmäßig mehr als die Hälfte der überlieferten spanischen Heldenepik aus.
Ab dem späteren Mittelalter wurde der literarische Stoff des Cantar zum Sujet einer Vielzahl von nachgedichteten Ritterromanen, Chronistenberichten und Nacherzählungen. Mit der Zeit gab es immer neue Variationen und Ausdichtungen der Geschichte. Sogar eine Art früher „Urheberrechtsstreit“ entwickelte sich daraus, als die 1636 aufgeführte und in Frankreich sehr erfolgreiche Tragikomödie Le Cid von Pierre Corneille eine literarische Fehde auslöste (Querelle du Cid). Das frühe Heldenlied selbst geriet jedoch praktisch in Vergessenheit, es wurde erst 1779 veröffentlicht und dann von der das Mittelalter verherrlichenden Romantik wiederentdeckt. Hierzu trug im deutschsprachigen Raum auch das von Johann Gottfried Herder verfasste Versepos „Der Cid“ bei, das zu einem seiner letzten Werke gehörte und vor allem im 19. Jahrhundert beliebt war.
Der Stoff und die Figur des Cid beschäftigte Autoren und Komponisten (Il gran Cid von Niccolo Piccini 1766, 	Die Infantin von Zamora von Johann André, Il gran Cid von Giovanni Paisiello 1775, Der Cid von Théodore Gouvy 1862, Le Cid von Jules Massenet 1885 und Rodrigue et Chimène von Claude Debussy 1893) bis in die jüngste Zeit hinein. So veröffentlichte auch Herder 1805 eine Ballade über den spanischen Ritter (Der Cid. Nach spanischen Romanzen besungen durch J. G. von Herder). Eine (lange unerkannte) meisterhafte Travestie des herderschen Cid findet sich in Arno Schmidts Roman KAFF auch Mare Crisium von 1960.
In Spanien erschien 1929 das viel beachtete historische Standardwerk La España del Cid (deutsch Das Spanien des Cid, München 1936–1937) des Philologen und Historikers Ramón Menéndez Pidal (1869–1968), der sich bleibende Verdienste um den Erhalt und die Erforschung der lange Zeit in seinem Besitz befindlichen Handschrift des Cantar, die er vor einem Verkauf ins Ausland bewahrte, erworben hat. Menéndez Pidal hatte sich die Forschung über den Cid zur Lebensaufgabe gemacht. Ungeachtet seines akribischen Studiums und seiner auf Sorgfalt, Detailtreue und Wissenschaftlichkeit bedachten Arbeitsweise zeichnete er insgesamt ein recht verklärtes Bild des Helden und neigte dazu, Theorien zu entwickeln oder nach Belegen zu suchen, die die Historizität der (heute größtenteils als legendär angesehenen) Schilderungen im Cantar untermauern. Mit seinem Werk, das auch im Kontext der jüngeren spanischen Geschichte seit 1898 kritisch zu würdigen ist und mit dem er explizit einen Beitrag zur Formung einer spanischen nationalen Identität leisten wollte, trug er entscheidend zur Überhöhung der Figur zum „Nationalhelden“ und zum Weiterleben der Vorstellung von El Cid als einem mit König Artus oder Richard Löwenherz vergleichbaren ritterlichen Helden „ohne Furcht und Tadel“ bei.

## Verfilmung
Das Leben Rodrigos wurde bislang zwei Mal verfilmt. 1910 drehte Mario Caserini seinen „Il Cid“. Weitaus bekannter ist der von Anthony Mann im Jahre 1961 gedrehte Historienfilm El Cid mit Charlton Heston und Sophia Loren in den Hauptrollen. Dabei wirkte als wichtigster historischer Berater der damals schon über neunzigjährige Ramón Menéndez Pidal mit. Die Musik komponierte der auf Monumentalfilme spezialisierte Hollywood-Veteran Miklós Rózsa. Der Film Das Schwert des Cid von Miguel Iglesias aus dem Jahr 1962 nimmt nur losen Bezug auf die El-Cid-Legende und schwimmt eher auf der Erfolgswelle des Monumentalfilms aus dem Jahr zuvor.
Im April 2005 kam der spanische Zeichentrickfilm El Cid – Die Legende (2003, Originaltitel: El Cid: La Leyenda) in die deutschen Kinos. Der Epilog dieses Trickfilms gibt sehr treffend die Kernaussage der Legende wieder, die vom Cantar ausgehend über Menéndez Pidal und Heston das Bild vom Cid bis heute prägt: „El Cid kämpfte nie für persönlichen Reichtum oder Ruhm, er kämpfte um die Vergebung seines Königs und für seine Ehre.“ Offensichtlich hat das jedoch mit der historischen Wirklichkeit nicht allzu viel zu tun.
Für Prime Video entstand 2020 die fünfteilige Serie El Cid als Geschichtsdrama. 2021 kam die Fortsetzung in einer 2. Staffel, ebenfalls bestehend aus 5 Folgen.

## Computerspiele
- In der Erweiterung The Conquerors des Strategiespiels Age of Empires II spielt man in einer Kampagne über El Cid in sechs Missionen verschiedene Stationen seines Lebens nach.
- In dem Mobile-Game Rise of Kingdoms ist er ein freischaltbarer Kommandant.
- Im fünften Teil der Computerspielreihe Sid Meier’s Civilization kann El Cid als Großer General erlangt werden.
- Im Strategiespiel Crusader Kings III ist mit einem DLC El Cid als landloser Abenteurer spielbar.

## Grabinschrift
Die (von Menéndez Pidal verfasste) Grabinschrift für El Cid und seine Gemahlin in der Kathedrale von Burgos lautet:

„Aquí yacen Rodrigo Díaz, el Campeador, muerto en Valencia en 1099, y su esposa Jimena, hija del conde Diego de Oviedo, de regia estirpe.
A todos alcanza la honra del que en buena hora nació“

„Hier ruhen Rodrigo Díaz, der Campeador, gestorben zu Valencia im Jahre 1099, und seine Gemahlin Jimena, Tochter des Grafen Diego von Oviedo, aus königlichem Geschlecht. Alle erreicht die Ehre dessen, der zur rechten Stunde geboren ward.“

Der zweite Satz der Inschrift ist ein sprachlich leicht modernisiertes Zitat aus dem Schluss des Cantar. Die Aussage steht im Kontext der durch die Verheiratung seiner Töchter begründeten und im Cantar besonders hervorgehobenen Verwandtschaft des Cid mit den christlichen Herrschergeschlechtern der iberischen Halbinsel: Auf sie alle strahlt sein Ruhm ab, er gereicht ihnen allen zur Ehre, sie alle rühmen sich seiner. Menéndez Pidal deutet diese Aussage dann gewissermaßen um und bezieht sie auf „alle Spanier“ oder „alle Besucher“ der Grablege. Die Bezeichnung des Cid als den, „der zur rechten Stunde geboren ward“ (zu verstehen im Sinne von „unter einem glücklichen Stern“, „als Kind des Glücks“ o. ä.), ist eine in dem Epos häufig vorkommende, den Helden glücklich preisende Wendung.